# Canton de Pontault-Combault
Le canton de Pontault-Combault est une division administrative française, située dans le département de Seine-et-Marne et la région Île-de-France.
À la suite du redécoupage cantonal de 2014, les limites territoriales du canton sont remaniées. Le nombre de communes du canton passe de 1 à 3.

## Historique
Le canton de Pontault-Combault, constitué de la seule commune de Pontault-Combault, a été créé par scission du canton de Roissy-en-Brie opérée par le décret du 22 janvier 1985.
Un nouveau découpage territorial de Seine-et-Marne entre en vigueur à l'occasion des premières élections départementales suivant le décret du 18 février 2014. Les conseillers départementaux sont, à compter de ces élections, élus au scrutin majoritaire binominal mixte. Les électeurs de chaque canton élisent au Conseil départemental, nouvelle appellation du Conseil général, deux membres de sexe différent, qui se présentent en binôme de candidats. Les conseillers départementaux sont élus pour 6 ans au scrutin binominal majoritaire à deux tours, l'accès au second tour nécessitant 12,5 % des inscrits au 1er tour. En outre la totalité des conseillers départementaux est renouvelée. Ce nouveau mode de scrutin nécessite un redécoupage des cantons dont le nombre est divisé par deux avec arrondi à l'unité impaire supérieure si ce nombre n'est pas entier impair, assorti de conditions de seuils minimaux.
Dans ce cadre, le canton intègre les communes  d'Émerainville et de Roissy-en-Brie, qui dépendaient respectivement du canton de Champs-sur-Marne et de canton de Roissy-en-Brie.

## Représentation

### Représentation avant 2015
| Période | Période | Identité           | Étiquette | Qualité |
| ------- | ------- | ------------------ | --------- | --- |
| 1985    | 1992    | Jacques Heuclin    | PS        | Contrôleur de gestion, pilote automobile Maire de Pontault-Combault (1977-2007) Ancien conseiller général du Canton de Roissy-en-Brie (1979-1985) Député (1992-1993, 1997-2002) |
| 1992    | 1998    | Jean-Pierre Cognat | RPR       | Cadre supérieur Député de Seine-et-Marne (1993 → 1997) |
| 1998    | 2015    | Monique Delessard  | PS        | Cadre bancaire Maire de Pontault-Combault (2007 → 2018 ) Vice-présidente du Conseil Général ( ? → 2015) Conseillère départementale de Pontault-Combault (2015 → 2021)           |

### Représentation à partir de 2015
| Période élective | Période élective | Mandat | Mandat   | Identité           | Nuance | Nuance | Qualité |
| ---------------- | ---------------- | ------ | -------- | ------------------ | ------ | ------ | --- |
| 2015             | 2021             | 2015   | 2021     | Monique Delessard  |        | PS     | Cadre bancaire Maire de Pontault-Combault (2007 →2018 ) Conseillère générale de Pontault-Combault (1998 → 2015) |
| 2015             | 2021             | 2015   | 2021     | Smaïl Djebara      |        | PS     | collaborateur parlementaire                                                                                     |
| 2021             | 2028             | 2021   | en cours | Smaïl Djebara      |        | PS     | Conseiller sortant, avocat, conseiller municipal (opposition) de Roissy-en-Brie depuis 2020                     |
| 2021             | 2028             | 2021   | en cours | Sara Short-Ferjule |        | PS     | Adjointe au maire de Pontault-Combault                                                                          |

### Résultats détaillés

#### Élections de mars 2015
À l'issue du 1er tour des élections départementales de 2015, deux binômes sont en ballottage : Jean-Pierre Martin et Nathalie Pereira (FN, 27,25 %) et Monique Delessard et Smaïl Djebara (PS, 27,22 %). Le taux de participation est de 40,25 % (16 019 votants sur 39 798 inscrits) contre 44,94 % au niveau départemental et 50,17 % au niveau national.
Au second tour, Monique Delessard et Smaïl Djebara (PS) sont élus avec 59,77 % des suffrages exprimés et un taux de participation de 42,57 % (9 210 voix pour 16 943 votants et 39 798 inscrits).

#### Élections de juin 2021
Le premier tour des élections départementales de 2021 est marqué par un très faible taux de participation (33,26 % au niveau national). Dans le canton de Pontault-Combault, ce taux de participation est de 23,16 % (9 245 votants sur 39 916 inscrits) contre 27,81 % au niveau départemental. À l'issue de ce premier tour, deux binômes sont en ballottage : Smaïl Djebara et Sara Short-Ferjule (PS, 26,18 %) et Michel Dumont et Lydie Lecaux (RN, 18,79 %).
Le second tour des élections est marqué une nouvelle fois par une abstention massive équivalente au premier tour. Les taux de participation sont de 34,36 % au niveau national, 30,02 % dans le département et 26,78 % dans le canton de Pontault-Combault. Smaïl Djebara et Sara Short-Ferjule (PS) sont élus avec 71,21 % des suffrages exprimés (6 986 voix pour 10 692 votants et 39 923 inscrits),,.

## Composition

### Composition avant 2015
Le canton de Pontault-Combault était composé de la seule commune de Pontault-Combault.

### Composition à partir de 2015
Le canton de Pontault-Combault regroupe désormais trois communes entières.
| Nom                                       | Code Insee | Intercommunalité              | Superficie (km2) | Population (dernière pop. légale) | Densité (hab./km2) | Modifier                                    |
| ----------------------------------------- | ---------- | ----------------------------- | ---------------- | --------------------------------- | ------------------ | ------------------------------------------- |
| Pontault-Combault (bureau centralisateur) | 77373      | CA Paris - Vallée de la Marne | 13,64            | 38 941 (2022)                     | 2 855              | modifier les données · modifier les données |
| Émerainville                              | 77169      | CA Paris - Vallée de la Marne | 5,46             | 7 536 (2022)                      | 1 380              | modifier les données · modifier les données |
| Roissy-en-Brie                            | 77390      | CA Paris - Vallée de la Marne | 13,65            | 23 521 (2022)                     | 1 723              | modifier les données · modifier les données |
| Canton de Pontault-Combault               | 7717       |                               | 32,75            | 69 998 (2022)                     | 2 137              | modifier les données                        |

## Démographie

### Démographie avant 2015
| 1990   | 1999   | 2006   | 2011   | 2012   |
| ------ | ------ | ------ | ------ | ------ |
| 26 804 | 32 886 | 34 546 | 36 458 | 37 631 |

### Démographie depuis 2015
En 2022, le canton comptait 69 998 habitants, en évolution de +1,13 % par rapport à 2016 (Seine-et-Marne : +3,92 %, France hors Mayotte : +2,11 %).
| 2013   | 2018   | 2022   |
| ------ | ------ | ------ |
| 67 850 | 68 392 | 69 998 |